# Міофібрила
Міофібрила — органела клітин поперечносмугастих м'язів, що забезпечує скорочення м'язових волокон.

## Структура
Міофибрила — ниткоподібна структура, що складається з саркомерів. Кожен саркомер має довжину близько 2 мікрометрів і містить два типи білкових філаментів: тонкі мікрофіламенти з актину і товсті філаменти з міозину. Межі між філаментами (Z-диски) складаються з особливих білків, до яких кріпляться ±кінці актинових філаментів. Міозинові філаменти також кріпляться до кордонів саркомера за допомогою ниток з білка тітину. З актиновими філаментами пов'язані допоміжні білки — небулін і білки тропонін-тропоміозінового комплексу.
У людини товщина міофібрил становить 1-2 мкм, а їх довжина може досягати довжини всієї м'язового волокна (до декількох сантиметрів). Одне волокно містить звичайно кілька десятків міофібрил, на їх частку припадає до 2/3 сухої маси м'язових волокон.
У світловий мікроскоп видна лише поперечна покресленність міофібрил. На поздовжньому зрізі м'язу при великому збільшенні в межах кожного саркомера видно, що чергуються світлі й темні смуги. Темні смуги називаються А-дисками, світлі — I-дисками. Щільна лінія в центрі I-диска, що відокремлює один саркомер від іншого, називається Z-лінією, або Z-диском.
Електронно-мікроскопічне дослідження показує, що покресленність обумовлена певним розташуванням ниток актина (тонких філаментів) і міозина (товстих філаментів).

## Скорочення
Переміщення одних філаментів відносно інших викликає скорочення (або розслаблення) м'язів.
Між міофібрилами знаходиться багато мітохондрій. Цитоплазма м'язового волокна називається саркоплазмою і містить мережу внутрішніх мембран — саркоплазматичний ретикулум. Впоперек волокна і між міофібрилами проходить система трубочок, називана Т-системою, що пов'язана із сарколемою. У певних місцях трубочки Т-системи розташовуються між двома цистернами саркоплазматичного ретикулуму. Комплекс з однієї Т-трубочки і двох цистерн називається тріадою. Трубочка і цистерни сполучені між собою поперечними мембранними містками. Цистерни беруть участь у захопленні і звільненні іонів Ca2+. У результаті концентрація цих іонів у саркоплазмі знижується або збільшується, що у свою чергу впливає на активність АТФази, а виходить, і на скорочувальну функцію м'язового волокна.
При м'язовому скороченні кожен саркомер коротшає по всьому м'язу. Наприклад, якщо міофібрилу, що складається з 20 тисяч саркомерів, вкоротити з 5 до 4 см, (тобто на 20 %), то довжина кожного саркомера зменшиться відповідно з 2,5 до 2 мікрометрів.

При зменшенні довжини саркомера стискається тільки I-диск, тоді як щільний А-диск не змінює своїх розмірів. Це легко пояснити, припустивши, що скорочення міофібріли відбувається в результаті ковзання товстих філаментів відносно тонких, причому довжина тих і інших залишається незмінною. Ця модель ковзаючих ниток підтверджується експериментальними даними. Електронно — мікроскопічні дослідження показали, що вкорочення м'язів не супроводжується зміною власної довжини філаментів. Судячи з даних рентгеноструктурного аналізу, характер упаковки субодиниць, що утворюють філаменти обох типів, також не змінюється. Максимальна сила, що розвивається м'язом, змінюється пропорційно ступеня взаємної перекривання товстих і тонких філаментів.
За допомогою електронного мікроскопа вдалося побачити на товстих філаментах безліч бічних відростків, що утворюють поперечні містки між товстими філаментами і розташованими на відстані 13 нм від них тонкими філаментами. В наш час[коли?] відомо, що при скороченні м'яза товсті і тонкі нитки переміщаються щодо один одного саме за допомогою цих поперечних містків, які працюють циклічно. Взаємодіючі білки товстих і тонких філаментів були виділені і отримали назви відповідно міозин і актин.
Крім них, в міофібрилах є ще низка допоміжних білків. Передбачається, що білок альфа-актінін забезпечує належну упаковку філаментів в саркомері, а десмін пов'язує між собою сусідні саркомери.